# Peter Döbler
Peter Döbler (né le 29 juillet 1940 à Rostock) est un médecin allemand connu pour avoir fui l'Allemagne de l'Est le 24 juillet 1971 en parcourant 48 kilomètres à la nage entre Kühlungsborn et Fehmarn.

## Biographie

### Vie en RDA
Elève modèle des jeunesses communistes, lycéen brillant, il ne peut poursuivre ses études de médecine pour des raisons politiques. En raison d’une loi en vigueur jusqu’aux années 1960, Peter Döbler n’aurait pu obtenir une place à l'université si son père n’était pas mort pendant la phase d'inscription, ce qui a entraîné un changement de son statut lui permettant de suivre des études de médecine. Cette expérience l’a conduit à adopter une attitude critique vis-à-vis de la RDA, ce qui a entravé sa progression professionnelle et l’a même empêché de se voir attribuer un appartement alors qu'il était déjà marié et avait un enfant.

### Plan de fuite
Peter Döbler a envisagé différentes voies pour son évasion : vers la Pologne avec un bateau pliant, de la Bulgarie à la Grèce ou de nager depuis le Darß. Mais ces voies lui semblaient trop surveillées par rapport à la voie entre Kühlungsborn et Fehmarn. Döbler débute une routine de préparation physique intensive en nageant dans la mer Baltique et obtient de précieuses informations sur l'emplacement des bateaux de gardes postés sur la frontière maritime. Il divorce l'année précédant son évasion. Il choisit de ne plus contacter sa mère, de peur qu'elle ne devienne une confidente. Avant de partir, il lui écrit une lettre lui demandant de le dénoncer pour avoir fui l'Allemagne de l'Est afin qu'elle évite la prison pour complicité d'évasion. Sa mère, grâce au silence rigoureux de son fils, prouve lors des interrogatoires de la Stasi qu'elle n’était pas au courant du dessein de Peter.
Le 25 juillet 1971 à 23 h, des gens remarquent que quelqu'un tente de fuir la RDA par la mer en retrouvant les vêtements de Döbler, qu'il avait préalablement cachés dans un buisson en fin d'après-midi. Des plongeurs et des bateaux balaieront la mer toute la nuit, sans trouver la trace de Peter Döbler. Vers minuit, Döbler échoue presque dans sa tentative d'évasion lorsqu'il est éclairé par des projecteurs, mais réussit finalement à se sauver en plongeant.
Döbler s'oriente en s'aidant des étoiles et d'une boussole. Il porte une combinaison de plongée, des plaquettes pour les mains et des palmes aux pieds et est équipé d'une bouée gonflable, de chocolat, d'antalgiques et de méthamphétamine, ce qui lui permet de nager plus de 24 h sans fatigue ni faim. Il est équipé également de ses diplômes afin de pouvoir travailler comme médecin en République fédérale d'Allemagne. Après plus de 24 h de nage, il est récupéré par un yacht devant le phare de Staberhuk et est conduit au commissariat. La distance parcourue par Peter Döbler (45 km) est la plus longue jamais parcourue par un réfugié de la RDA en nageant.

### Après la fuite
En arrivant en Allemagne de l'Ouest, Peter Döbler choisit de vivre avec un parent à Kiel. Il trouve rapidement un emploi à l'hôpital universitaire. Il s'installe ensuite comme urologue à Hambourg, où il décroche son doctorat. Il continue son passe-temps, la pêche, lors de nombreux voyages, d'abord aux Maldives, puis aux îles du Cap-Vert. Avec Alexander Kölbing, il écrit un livre sur la pêche en haute mer. En 1974, il aide son ami Erhard Schelter à fuir.
Après avoir cédé son cabinet d'urologue en 1994, il déménage au Cap-Vert en 1995, où il vit de la pêche en été. Il passe ses hivers en Allemagne et continue d'exercer la médecine d'urgence. En 2007, il retourne à Hambourg avec sa deuxième femme et son fils.
Les documentaires Liberté à tout prix et Les Tentatives les plus spectaculaires d'évasion de la RDA racontent l'histoire de Peter Döbler.

## Publication
- Albert Kölbing, Peter Döbler, Big Marlin : pêche en haute mer dans tous les océans du monde, Société d'édition BLV, Munich-Vienne-Zurich, 1986  (ISBN 3-405-13231-2) (photo).